# Treboš
Treboš (makedonsky: Требош, albánsky: Trebosh) je vesnice v Severní Makedonii. Nachází se v opštině Želino v Položském regionu.

## Geografie
Treboš se nachází v oblasti Položská kotlina. Sousedními vesnicemi jsou Sarakino a Palatica, se kterými je téměř spojena. Leží nedaleko města Tetovo.

## Historie
Během pátrání po pohřešovaných Makedoncích byli dne 11. listopadu 2001 přepadeni a zabiti tři členové jednotky rychlého zásahu LIONS albánskými teroristy. Hned o den později se k útoku vyjádřil velitel albánské armády Alban Perishi, který teroristickou skupinu označil za viníka.

## Demografie
Podle sčítání lidu z roku 2021 žije ve vesnici 2 427 obyvatel, z nichž se většina hlásí k albánské národnosti.
| Rok          | 1900 | 1929 | 1948 | 1953 | 1961 | 1971 | 1981 | 1994 | 2002 | 2021 |
| ------------ | ---- | ---- | ---- | ---- | ---- | ---- | ---- | ---- | ---- | ---- |
| Obyvatelstvo | 210  | 114  | 255  | 311  | 518  | 1010 | 1623 | 2001 | 2388 | 2427 |